# 梓潼雙峰寺
梓潼雙峰寺位於四川省綿陽市梓潼縣，文物遺址年代判定為清。2012年7月16日公佈為第八批四川省文物保護單位。
梓潼雙峰寺位於四川省綿陽市梓潼縣雙峰鄉河口村一社的寨子山南側100公尺，坐北朝南，占地面積700平方公尺。雙峰寺始建於元代，明清時期多次擴建維修，現僅存正殿和城隍殿，正殿建於清雍正十二年，坐北朝南。台基用條石砌成，寬24.5公尺，深16.8公尺，高1.05公尺，抬梁式梁架，前後乳袱剳牽用六柱，四周有一步回廊，面闊五間16.8公尺，進深六間15.8公尺，單簷歇山頂，脊高9.1公尺，簷高3.7公尺，四方覆龕式柱礎。城隍殿台基用條石壘砌，寬24.9公尺，抬梁、穿斗式梁架，六架櫞屋用四柱，前有一步廊，面闊六間，通面闊23.9公尺，進深三間，通進深9.29公尺，在殿內的石香爐上有清道光年間題記。雙峰寺形制保存完好，用材較大，做工考究，建造年代清楚，為研究清代古建築提供了較好的實物資料。1990年，梓潼縣人民政府公佈為縣級文物保護單位。